# Прохіральна група
Прохіральна група (англ. prochiral group) — група, в якій лиш одна заміна атома робить молекулу хіральною (про-R — атом або група, заміна яких дає хімічну сполуку R-конфігурації; про-S — сполуку S-конфігурації), наприклад, група CH2OH в етанолi; іншими словами — хімічні сполуки або групи, які містять два енантіотопних атоми або групи, приміром, CX2WY.